# Hallignicourt
Hallignicourt település Franciaországban, Haute-Marne megyében. Lakosainak száma 241 fő (2022. január 1.). Hallignicourt Ambrières, Saint-Eulien, Sapignicourt, Laneuville-au-Pont, Perthes, Saint-Dizier és Villiers-en-Lieu községekkel határos.

## Népesség
A település népességének változása:
| Lakosok száma | 320  | 363  | 335  | 287  | 285  | 282  | 285  | 260  | 248  | 241  |
|               | 1968 | 1982 | 1990 | 2006 | 2013 | 2015 | 2017 | 2019 | 2020 | 2022 |